# ليام روسينيور

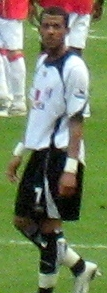
ليام روسينيور

ليام جايمس روسينيور (بالإنجليزية: Liam Rosenior)‏، من مواليد 9 يوليو 1984 في لندن في إنجلترا، لاعب كرة قدم إنجليزي.
بدأ مسيرته الكروية مع نادي بريستول سيتي في عام 2001، ولعب معهم حتى عام 2003، وشارك معهم في 22 مباراة وسجل هدفين، ومنذ عام 2003 وهو يلعب مع نادي فولهام، وفي عام 2004 أعير إلى نادي توركواي يونايتد، ولعب معهم 10 مباريات.
والده هو ليروي روسينيور الذي كان لاعب كرة القدم السابق ومدرب.

## روابط خارجية
- ليام روسينيور على موقع قاعدة بيانات كرة القدم.إي يو (الإنجليزية)
- ليام روسينيور على موقع ليكيب (الفرنسية)
- ليام روسينيور على موقع Soccerbase.com (لاعب) (الإنجليزية)
- ليام روسينيور على موقع Soccerbase.com (مدرب) (الإنجليزية)
- ليام روسينيور على موقع Soccerway.com (الإنجليزية)
- ليام روسينيور على موقع عالم كرة القدم.نت (الإنجليزية)
- ليام روسينيور على موقع كووورة
- ليام روسينيور على موقع AS.com (الإسبانية)